# Spring Creek (Dakota del Sud)
Spring Creek è un census-designated place (CDP) degli Stati Uniti d'America, situato nel Dakota del Sud, nella contea di Todd.